# 总统档案法
《总统档案法》（英語：Presidential Records Act）是美國一個有關總統檔案管理的法律，於1978年通過，2014年修訂。总统档案法規定总统任內的档案必須保留，歸国家档案和记录管理局管理。如果總統的公共邮件、文档等需要销毁，必須經過总统或国家档案和记录管理局局長书面授权。在第一次川普總統任期結束後，美國國家檔案局指控唐納•川普違反總統檔案法，撕毀了許多重要公文，並要求司法部進行調查。

## 背景
水门事件迫使美國總統尼克松辭職，尼克松企圖销毁白宫磁带。尼克松的行為迫使美國國會制定总统档案法。